# Łoje-Gręzko
Łoje-Gręzko [ˈwɔjɛ ˈɡrɛ̃skɔ] est un village polonais de la gmina de Radziłów dans le powiat de Grajewo et dans la voïvodie de Podlachie.